# Molinons
Molinons es una localidad y comuna francesa situada en la región de Borgoña, departamento de Yonne, en el distrito de Sens y cantón de Villeneuve-l'Archevêque.

## Demografía
| 302 | 309 | 325 | 276 | 324 | 333 | 324 | 321 | 308 | 325 | 306 | 291 | 310 | 301 | 279 | 263 | 276 | 249 | 250 | 228 | 212 | 231 | 216 | 230 | 215 | 215 | 197 | 241 | 248 | 285 | 338 | 315 | 286 |
| Para los censos de 1962 a 1999 la población legal corresponde a la población sin duplicidades (Fuente: INSEE [Consultar]) |     |     |     |     |     |     |     |     |     |     |     |     |     |     |     |     |     |     |     |     |     |     |     |     |     |     |     |     |     |     |     |     |